# Złota Góra (województwo warmińsko-mazurskie)
Złota Góra (niem. Wujewken, w latach 1938–1945 Goldberg) – osada leśna w Polsce położona w województwie warmińsko-mazurskim, w powiecie nidzickim, w gminie Nidzica.
W latach 1975–1998 miejscowość administracyjnie należała do województwa olsztyńskiego.